# Justicia kwangsiensis
Justicia kwangsiensis är en akantusväxtart som först beskrevs av Hsien Shui Lo, och fick sitt nu gällande namn av Hsien Shui Lo. Justicia kwangsiensis ingår i släktet Justicia och familjen akantusväxter. Inga underarter finns listade i Catalogue of Life.